# São Tomé e Príncipe ai Giochi della XXIX Olimpiade
São Tomé e Príncipe ha partecipato ai Giochi della XXIX Olimpiade di Pechino, svoltisi dall'8 al 24 agosto 2008, con una delegazione di 3 atleti.

## Atletica leggera
| Gara             | Atleta                   | Batterie | Batterie | Semifinali | Semifinali | Finale | Finale |
| Gara             | Atleta                   | Tempo    | Pos.     | Tempo      | Pos.       | Tempo  | Pos.   |
| ---------------- | ------------------------ | -------- | -------- | ---------- | ---------- | ------ | ------ |
| 400 m maschili   | Naiel Santiago D'Almeida | 49"08    | 8        |            |            |        |        |
| 5000 m femminili | Celma da Graça           |          |          | 17'25"99   | 16         |        |        |

## Canoa/kayak
| Gara      | Atleta       | Batterie | Batterie | Semifinali | Semifinali | Finale | Finale |
| Gara      | Atleta       | Tempo    | Pos.     | Tempo      | Pos.       | Tempo  | Pos.   |
| --------- | ------------ | -------- | -------- | ---------- | ---------- | ------ | ------ |
| K1 500 m  | Alcino Silva | 1'58"178 | 6        | 2'06"288   | 9          |        |        |
| K1 1000 m | Alcino Silva | 4'28"057 | 9        |            |            |        |        |